# Dzsenifer
A Dzsenifer kelta (walesi)  eredetű női név, valószínű jelentése: fehér úrnő. Eredeti alakja Guinevere, Gwenhwyvar vagy Guanhamara. A Magyarországon is használt névforma az angol nyelvben alakult ki (Jennifer).

## Rokon nevek
- Dzsenna:[1] a Dzsenifer és a Johanna angol megfelelőjének a becenevéből önállósult.[2]
- Dzsenni:[1] a Dzsenifer és a Johanna angol megfelelőjének a becenevéből önállósult.[2]

## Gyakorisága
Az 1990-es években a Dzsenifer ritka név volt, a Dzsenna és a Dzsenni szórványosan fordult elő, a 2000-es években a Dzsenifer a 31-53. leggyakoribb női név, a másik kettő nem szerepel a 100 leggyakoribb női név között.
Angol nyelvterületen a Jennifer név az 1970-es években érte el népszerűsége csúcsát, akkor a született lánygyermekek 3,53%-ának adományozták az Egyesült Államokban.

## Névnapok
Dzsenifer:
- január 3.[2]

Dzsenna, Dzsenni
- január 3.[2]
- január 22.[2]
- március 10.

## Híres Dzseniferek, Dzsennák és Dzsennik
- Jennifer Aniston amerikai színésznő
- Jennifer Beals amerikai színésznő
- Jennifer Capriati amerikai teniszezőnő
- Jennifer Garner amerikai színésznő
- Jennifer Grey amerikai színésznő
- Jennifer Hudson amerikai énekesnő
- Jennifer Lopez amerikai színésznő, énekesnő
- Jennifer Love Hewitt amerikai színésznő
- Marozsán Dzsenifer olimpia bajnok labdarúgó
- Jennifer Morrison amerikai színésznő, modell
- Jennifer Nettles amerikai énekesnő
- Jennifer O’Neill amerikai színésznő, modell, írónő
- Jenny Runacre angol írónő
- Jennifer Lawrence amerikai színésznő